# アラモ伝道所

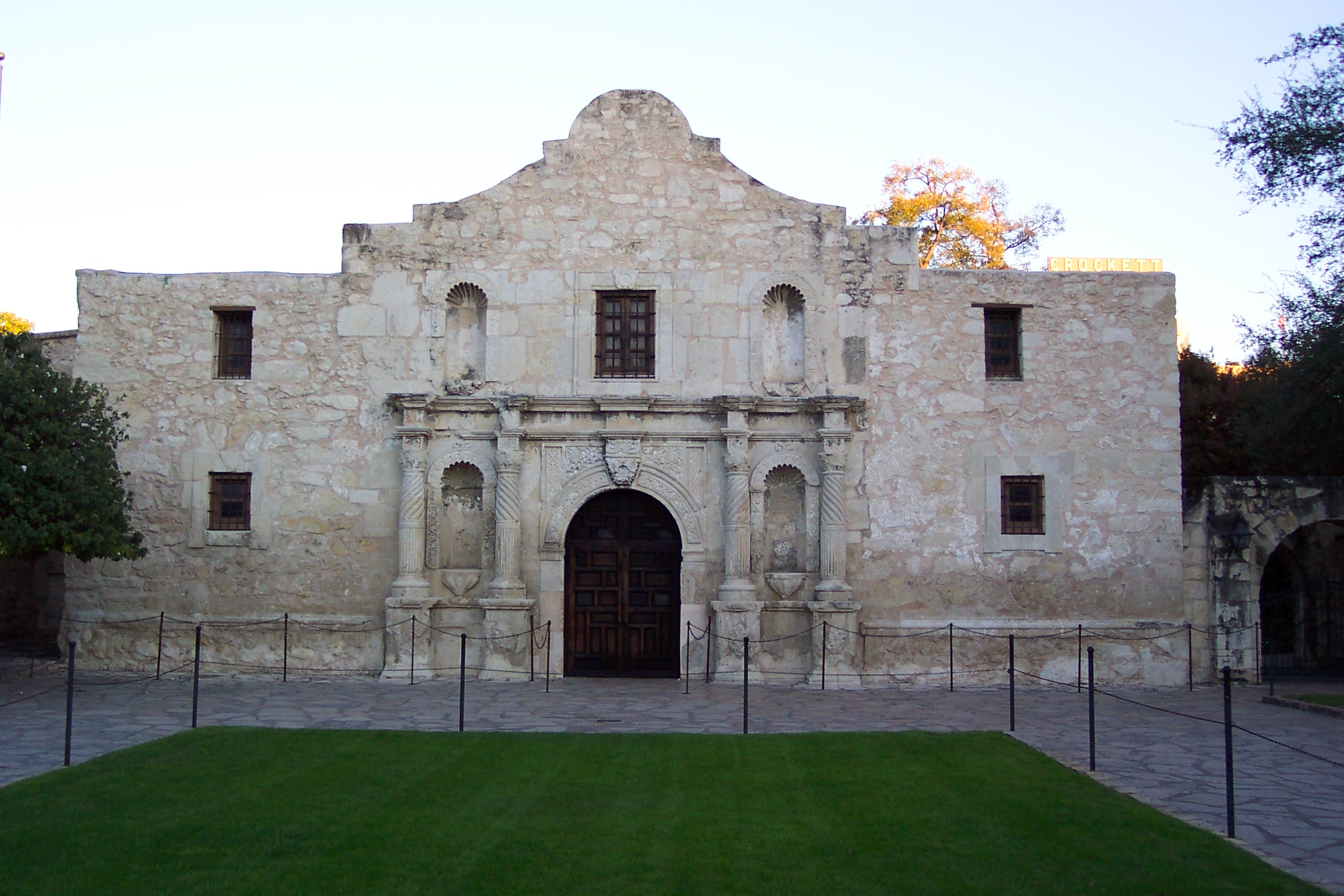
アラモ伝道所

アラモ伝道所（アラモでんどうしょ、Mission Alamo）またはアラモ砦（アラモとりで、Fort Alamo, あるいは単にthe Alamo）は、テキサス州サンアントニオにあった伝道所及び要塞の複合施設。正式名称はサンアントニオ・デ・バレロ伝道所（Mission San Antonio de Valero）。現在は博物館になっている。もともと聖域と周辺の建造物を包含していたこの複合施設は、地元のインディアンをキリスト教へ改宗させる教育のため、18世紀にスペイン帝国によって建設された。伝道所としての機能が放棄された後の19世紀には、軍事要塞として使用され特にテキサス革命中のテキサス共和国とメキシコ軍の間の極めて重要な戦闘のひとつであった1836年のアラモの戦いなど、いくつかの軍事行動の舞台となった。

## 歴史

### 伝道所として
伝道所としては1716年にニュースペイン副王領に認可され、1718年にアントニオ・デ・オリバレス司教によって創設された。オリバレスはリオグランデ川沿いのサンフアン・バウティスタ近くのフランシスコ・ソラノ伝道所から、インディアンの改宗者とオリバレス自身の記録と共にやってきた。現在の場所は1724年に選ばれ、礎石は1744年5月8日に置かれた。アラモはサンアントニオ川沿い近くに創設された一連の伝道所の中で最初の伝道所であった。他の伝道所のいくつかはサン・アントニオ・ミッションズ国立歴史公園として保存されている。
1765年の後、伝道活動は衰退し始め、1793年に伝道所は放棄され、公文書は近くのサンフェルナンド教会に移された。1803年、放棄されていた複合施設は、アラモ・デ・パラス（現在のメキシコのコアウイラ州）から来たスペイン軍兵士の中隊に占領された。一部の歴史家はこの時に「アラモ」という名前が付けられたと信じている。名前の由来の別の説は、スペイン語でハコヤナギを意味する単語álamoから近くに生える木立にちなんで付けられたと言われている。

### アラモ砦の戦い
テキサス革命の間にマルティン・ペルフェクト・デ・コス将軍によってテキサス軍部隊に引き渡された1835年12月頃まで、この建物はほぼ継続的にメキシコ軍に占領されていた。1836年2月23日、ウィリアム・トラヴィス中佐は、後にメキシコ軍の進軍を防御したおよそ187名の兵士とともにアラモに入場した。サンタ・アナ将軍指揮下の約6,000名のメキシコ軍兵士は、13日間砦を包囲し攻撃した。包囲戦は3月6日に頂点に達し、テキサス軍の防衛兵は全滅した。メキシコ軍の死傷者は、おそらくおよそ200名の死者と400名の負傷者と見積もられた。
戦闘自体の軍事的な意味合いは多くの学者によって議論されてきたが、テキサス軍部隊の勇気と彼らの犠牲は、「リメンバー・ズィ・アラモ（remember the Alamo）」（アラモを忘れるな）というスローガンとなってその後のテキサス革命の戦闘に用いられた。遺された建造物はテキサス人によって伝統的に崇敬の念で見なされている。

### その後の使用と復旧

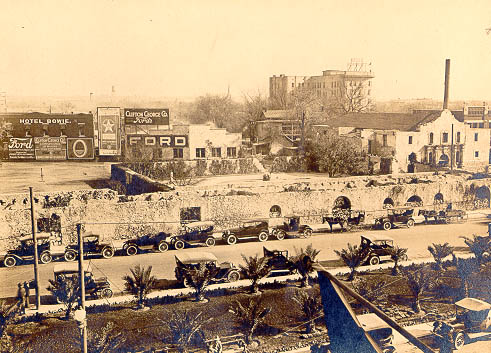
およそ1920年頃のアラモとその周辺

アラモ砦の戦い後、砦はほとんど廃墟であった。復旧する試みもほとんど行われず、1841年1月13日テキサス共和国は、アラモの聖域をカトリック教会に返還する法律を可決した。テキサス併合の後、アメリカ合衆国はその廃墟となった建物の所有を主張し、陸軍の補給基地の目的で南北戦争まで使用した。南北戦争の間はアメリカ連合国が建物を使用したが、戦争後、合衆国政府は再び所有を主張し1876年まで使用された。
建物の所有権は19世紀後半の間ずっと議論された。1883年4月23日、テキサス州は公式にカトリック教会から建物を購入し、市が建物の管理費を負担することを条件に、サンアントニオ市に譲渡した。1890年代から1905年にかけて、歴史家で教師のアディナ・デ・サバラと自身の資産で史跡を修復した慈善家のクララ・ドリスコルの、二人の女性が史跡の保護に責任を持った。彼女らは修道院の扱いで衝突し、ドリスコルは取り壊しを望んだ。
1905年1月25日、テキサス州立法府は、商社に占有された伝道所の一部を購入する決議を可決した。その後、現在建物を管理して訪問者を受け付けている婦人団体「テキサス共和国の娘たち」の保護に置くことが指示された。この建物の所有権を巡る論争は20世紀の間も持続。1908年、デ・サバラは3日間バリケードを張って立てこもり、商業的な搾取を防ぐ試みに成功した。この建物は特に1936年のテキサス100年記念の時などに、時折修復され続けた。1960年12月19日にはアメリカ合衆国国定歴史建造物に指定された。
2015年の第39回世界遺産委員会にて、「サン・アントニオ・ミッションズ」の構成資産として世界遺産リストに加えられた。ただし、評価のポイントは伝道所の建築・文化的意義にあり、アラモの戦いなどは評価の対象に含まれていない。